# ゴッドファーザー テレビ完全版
『ゴッドファーザー テレビ完全版』（原題: The Godfather: The Complete Novel For Television）は、映画『ゴッドファーザー』『ゴッドファーザーPARTII』2作のテレビ放映用再編集版。アメリカで1977年初放映。本編約420分。上記2作に約50分の未収録場面が追加され、年代順に再編集されている。
再編集は、当時フィリピンで撮影中だった監督作『地獄の黙示録』の撮影からサンフランシスコに一時帰国していたコッポラの提案による。しかし、コッポラはフィリピンへ戻らなければならないため、再編集作業には彼からかなり詳細に指示を受けたブラッキー・マルキンがあたった。劇場版の未公開場面を加えた一方、テレビ放映用という性質上、暴力・性描写場面は若干カットされているが、上記2作で複雑だった時間の流れは整理されている。
1977年、アメリカNBCで初放映。日本では『ゴッドファーザー・サガ』と題して、1987年5月にフジテレビ系にて4週連続で初放送（字幕版・深夜放送）、1994年12月30日にはテレビ東京系にて吹替版が放送されている。この際、上記劇場版2作のテレビ放映時吹替とはメンバーを一新した日本語版が製作された。その後、日本では2014年にCSチャンネルムービープラスで約20年ぶりにデジタル・リストア済のHD放送、ステレオ音声、ワイド画面仕様にて放映された。この際、コッポラの意向により、日本語題名を『ゴッドファーザー テレビ完全版』に改称した。テレビ放映用のため、いまだに当ヴァージョンはソフト化されていない。また、完全版と銘打ってはいるが、先述通り映画版『ゴッドファーザー』シリーズ3部作のうち最初の2作のみを再編集した作品であり、1990年製作の『ゴッドファーザーPARTIII』の内容は一切含まれていない点にも留意する必要がある。

## キャスト
| 役名                                           | キャスト                   | 吹き替え   |
| ---------------------------------------------- | -------------------------- | ---------- |
| ドン・ヴィトー・コルレオーネ                   | マーロン・ブランド         | 麦人       |
| ヴィトー・コルレオーネ(若年期)                 | ロバート・デニーロ         | 大塚芳忠   |
| ミケーレ・“マイケル”・コルレオーネ             | アル・パチーノ             | 山寺宏一   |
| サンティノ・“ソニー”・コルレオーネ             | ジェームズ・カーン         | 金尾哲夫   |
| フレデリコ・“フレド”・コルレオーネ             | ジョン・カザール           | 牛山茂     |
| ケイ・アダムス・コルレオーネ                   | ダイアン・キートン         | 堀越真己   |
| トム・ヘイゲン                                 | ロバート・デュヴァル       | 菅生隆之   |
| ハイマン・ロス                                 | リー・ストラスバーグ       | 大木民夫   |
| ピーター・クレメンザ                           | リチャード・カステラーノ   | 島香裕     |
| ピーター・クレメンザ(若年期)                   | ブルーノ・カービー         | 星野充昭   |
| コンスタンツァ・“コニー”・コルレオーネ・リッジ | タリア・シャイア           | 田中敦子   |
| マクラスキー警部                               | スターリング・ヘイドン     | 北村弘一   |
| フランク・ペンタンジェリ                       | マイケル・V・ガッツォ      | 藤本譲     |
| パット・ギアリー上院議員                       | G・D・スプラドリン         | 阪脩       |
| カルメラ・コルレオーネ                         | モーガナ・キング           | 久保田民絵 |
| ジャック・ウォルツ                             | ジョン・マーリー           | 大木民夫   |
| ドン・エミリオ・バルジーニ                     | リチャード・コンテ         | 阪脩       |
| バージル・ソロッツォ                           | アル・レッティエリ         | 宝亀克寿   |
| カルロ・リッジ                                 | ジャンニ・ルッソ           | 小形満     |
| モー・グリーン                                 | アレックス・ロッコ         | 小島敏彦   |
| サルバトーレ・"サル"・テッシオ                 | エイブ・ヴィゴダ           | 加藤精三   |
| サルバトーレ・"サル"・テッシオ(若年期)         | ジョン・アプレア           | 中田和宏   |
| ジェンコ・アッバンダンド                       | フランコ・コーサロ         | 北村弘一   |
| ジェンコ・アッバンダンド(若年期)               | フランク・シベロ           | 石塚運昇   |
| ドン・ファヌッチ                               | ガストン・モスキン         | 渡部猛     |
| アルベルト・"アル"・ネリ                       | リチャード・ブライト       |            |
| ジョニー・オーラ                               | ドミニク・キアネーゼ       |            |
| ポーリー・ガットー                             | ジョン・マルティーノ       |            |
| ファブリツィオ                                 | アンジェロ・インファンティ | 秋元羊介   |
| カーロ                                         | フランコ・チッティ         |            |
| ジョニー・フォンテーン                         | アル・マルティーノ         | 石塚運昇   |
| ドン・チッチオ                                 | ジュゼッペ・シラート       | 藤本譲     |
| ルカ・ブラジ                                   | レニー・モンタナ           | 藤本譲     |
| ドン・フィリップ・タッタリア                   | ビクター・レンディナ       |            |
| ブルーノ・タッタリア                           | トニー・ジョルジオ         |            |
| ドン・リオネーレ・トマシーノ                   | コラード・ガイバ           |            |
| ドン・リオネーレ・トマシーノ(若年期)           | マリオ・コトーネ           |            |
| ドン・ザルキ                                   | ルイス・ガス               |            |
| アメリゴ・ボナセーラ                           | サルヴァトーレ・コルシット | 岩田安生   |
| サンドラ・コルレオーネ                         | ジュリー・グレッグ         |            |
| ルーシー・マンチーニ                           | ジニー・リネロ             |            |
| ディアナ・コルレオーネ                         | マリアンナ・ヒル           | 沢海陽子   |
| アンソニー・コルレオーネ                       | アンソニー・グナリス       |            |
| フランク・コルレオーネ                         | ルー・マティーニ・Jr.      |            |
| アポロニア・ヴィテッリ・コルレオーネ           | シモネッタ・ステファネッリ | 津村まこと |

- 吹き替え：テレビ東京『年末特別ロードショー ゴッドファーザー・サガ』（1994年12月30日放送）
  - その他声の出演：小山武宏、藤生聖子、神谷和夫、さとうあい、叶木翔子、田原アルノ、稲葉実、定岡小百合、長島雄一、氷上恭子、麻丘夏未、大川透、中博史、佐藤しのぶ
  - 演出：佐藤敏夫、翻訳：木原たけし、効果：リレーション、調整：高久孝雄、VTR編集：今野啓、担当：大谷俊賢（東北新社）、プロデューサー：池田朋之（テレビ東京）、配給：東北新社、制作：東北新社・テレビ東京